# John W. Bonner
John Woodrow Bonner, född 16 juli 1902 i Butte, Montana, död 28 mars 1970 i Helena, Montana, var en amerikansk demokratisk politiker. Han var Montanas guvernör 1949–1953.
Bonner studerade juridik och arbetade som advokat i Butte. Mellan 1941 och 1942 tjänstgjorde han som Montanas justitieminister (attorney general). Därefter tjänstgjorde han i andra världskriget och befordrades till överste i USA:s armé.
Bonner efterträdde 1949 Sam Ford som guvernör och efterträddes 1953 av J. Hugo Aronson. Han tjänstgjorde som domare i Montanas högsta domstol från 1968 fram till sin död. År 1970 avled han och gravsattes på Arlingtonkyrkogården i Virginia.